# Mäanderkarre

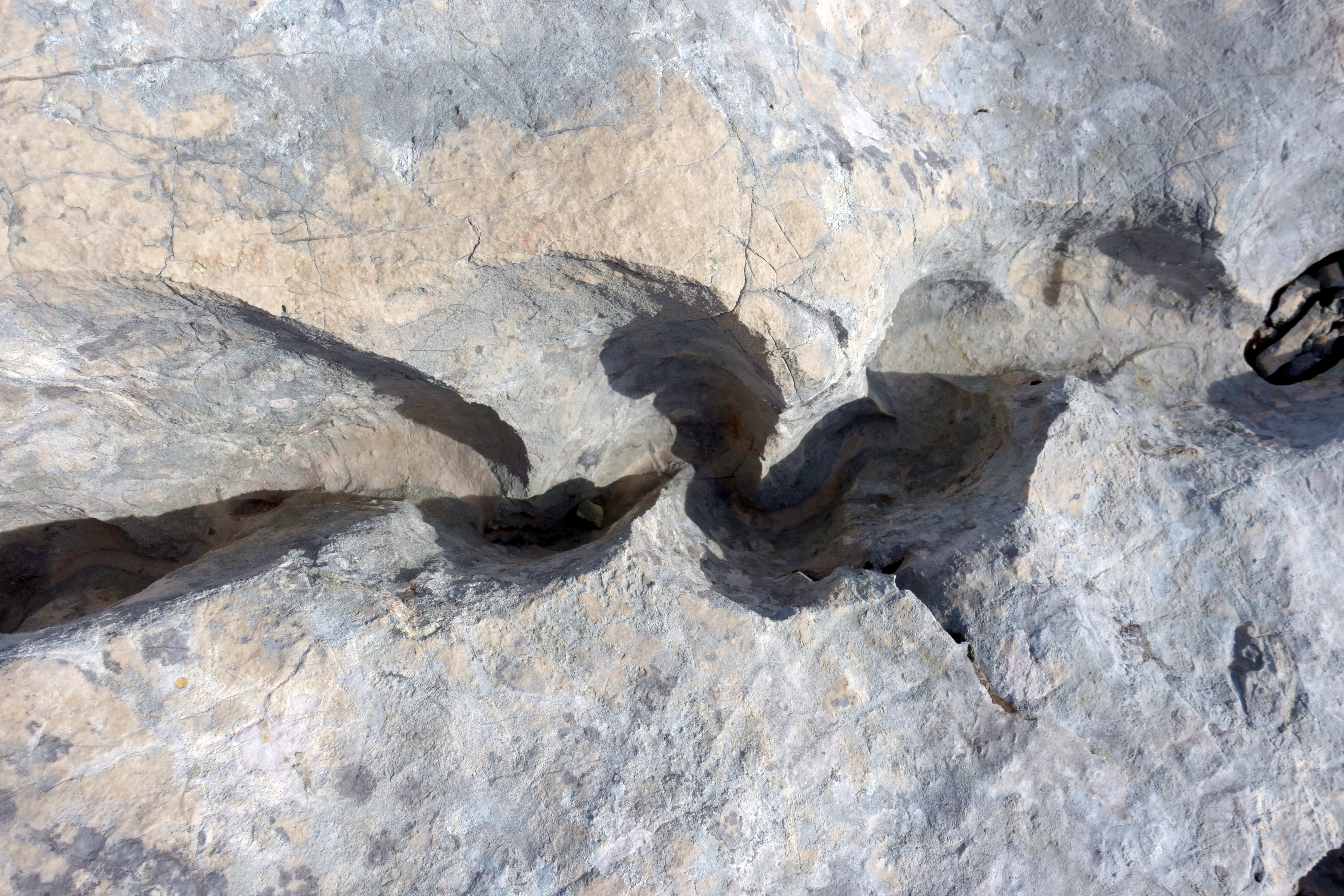
Mäanderkarre im Dachsteinkalk, In den Karen, Totes Gebirge

Mäanderkarren sind rinnenförmige Vertiefungen in verkarstungsfähigem Gestein, mit mäandrierendem Verlauf, die durch Kohlensäureverwitterung entstehen. Sie bilden sich meist auf nacktem Kalkstein und sind durch einen asymmetrischen Querschnitt gekennzeichnet. Mäanderkarren sind Karrenstrukturen zweiter Ordnung.

## Beschreibung
Die Mäanderkarren betrachteten Forscher wie Alfred Bögli 1976 als einen Typ der Rinnenkarren. Aufgrund ihres Formenschatzes werden sie heute als selbständige Form betrachtet. Es werden zwei grundlegende Typen unterschieden. Der Querschnitt der echten Mäanderkarren ist asymmetrisch, da die Lösung des Gesteins am äußeren Bogen (Prallhang) intensiver ist. Bei der falschen Mäanderkarre (Pseudo-Mäanderkarre) ist der Querschnitt der Rinne symmetrisch. Die Breite der Rinnen liegt im Dezimeterbereich. Die Länge kann mehrere Meter betragen.

## Vorkommen

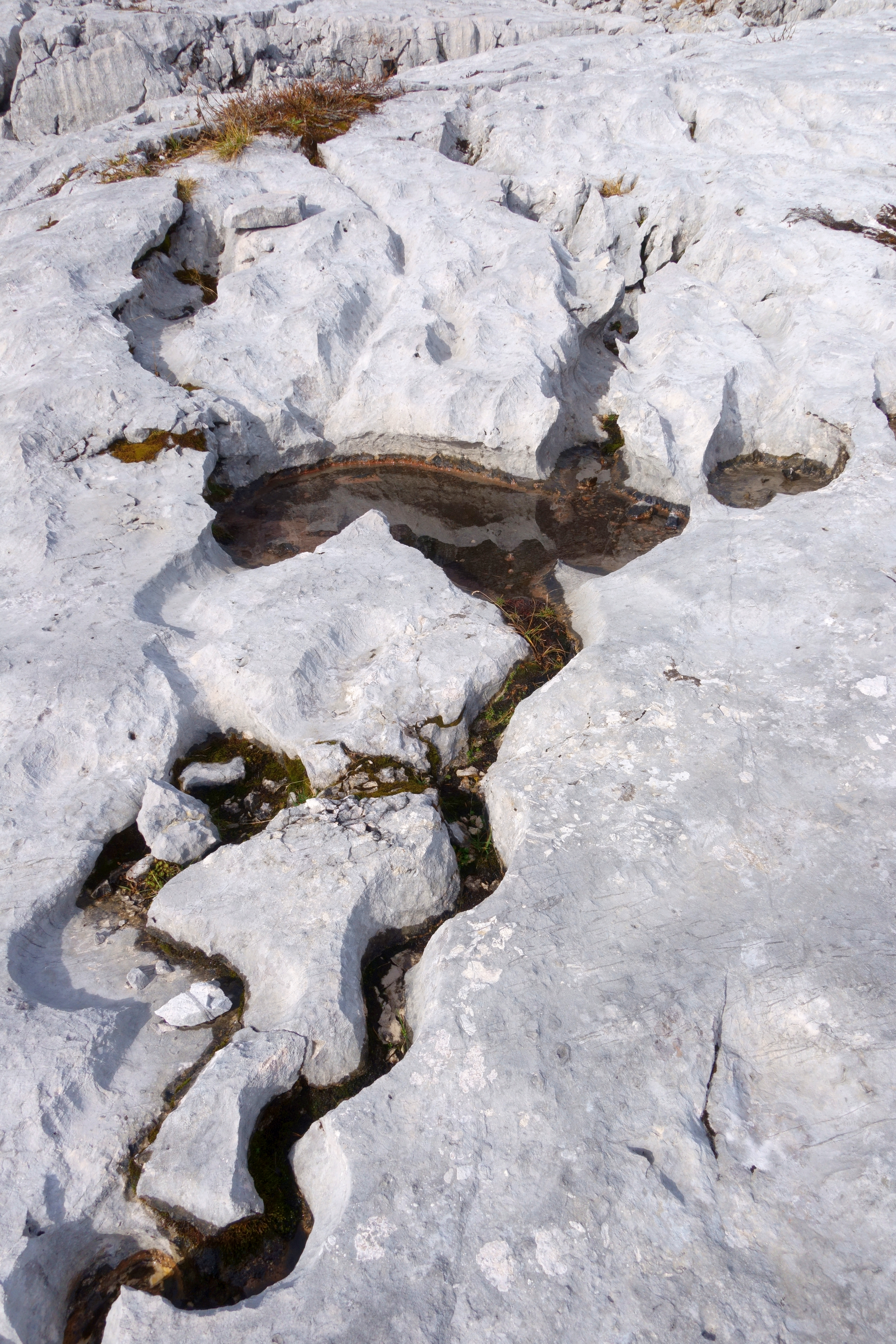
Kamenitza mit Mäanderkarre als Ablauf, In den Karen, Totes Gebirge

Die Entstehung von Mäanderkarre ist an das Vorkommen wenig geneigter (7° bis 14°), nackt daliegender Gesteinsoberflächen gebunden. Die Bereiche ihrer Entstehung liegen zum größten Teil oberhalb der oberen Waldgrenze, in der alpinen Region meist erst oberhalb der Zone mit noch flächenhaft dichtem Bewuchs. Sie sind besonders in stark verkarsteten Kalkgebirgen häufig, es sind jedoch auch Vorkommen auf Halit, Evaporiten und Marmoren dokumentiert.